# Jaromír Kopecký
Jaromír Kopecký (4. dubna 1921 – ???) byl český a československý politik Komunistické strany Československa a poúnorový poslanec Národního shromáždění ČSR.

## Biografie
Ve volbách roku 1954 byl zvolen do Národního shromáždění za KSČ ve volebním obvodu Chotěboř-Chrudim. V Národním shromáždění zasedal do konce jeho funkčního období, tedy do voleb v roce 1960.